# Buisson (Lozère)

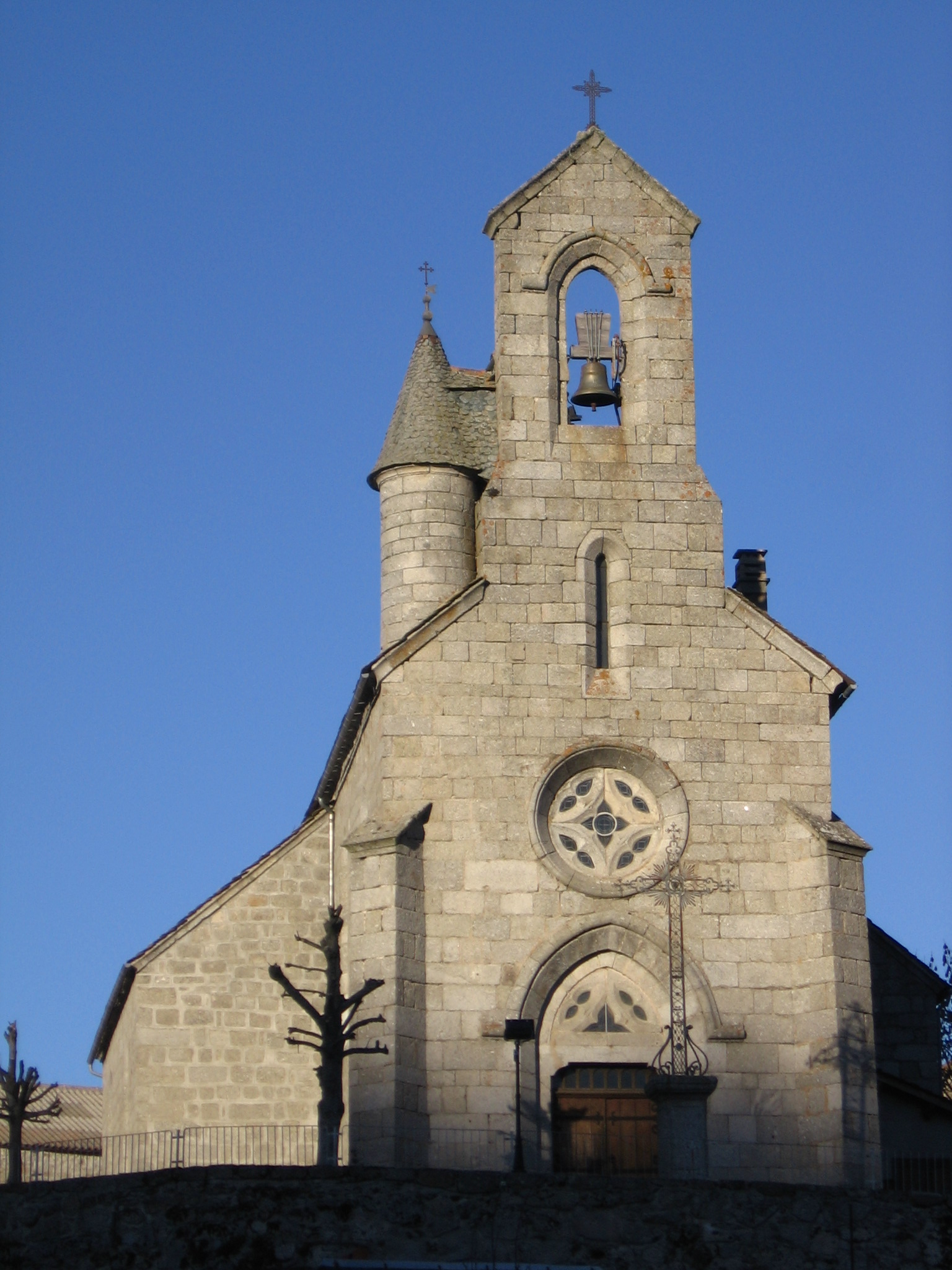
Kościół w Buisson, 2006

Buisson – miejscowość i gmina we Francji, w regionie Oksytania, w departamencie Lozère.
Według danych z 1990 r. gminę zamieszkiwało 188 osób, a gęstość zaludnienia wynosiła 8 osób/km² (wśród 1545 gmin Langwedocji-Roussillon Buisson plasuje się na 720. miejscu pod względem liczby ludności, natomiast pod względem powierzchni na miejscu 302.).

## Populacja

Populacja Buisson w latach 1962-2008